# Guyon Fernandez
Guyon Fernandez (Den Haag, 18 april 1986) is een voormalig Nederlandse profvoetballer van Curaçaose afkomst die bij voorkeur als aanvaller speelde. Hij debuteerde in 2018 in het Curaçaos voetbalelftal.

## Clubcarrière

### ADO Den Haag
Fernandez begon zijn professionele loopbaan bij ADO Den Haag, waar hij tijdens het seizoen 2007/08 elf wedstrijden in het eerste elftal speelde. In zijn allereerste seizoen, 2006/07, speelde Fernandez geen enkele keer in het eerste elftal van ADO Den Haag. In dat jaar degradeerde ADO Den Haag naar de Eerste Divisie.

### Excelsior
In het seizoen 2008/09 vertrok Fernandez naar Excelsior. Hij scoorde tweemaal in zestien wedstrijden in de Eerste Divisie. In de ontknoping van het seizoen 2009/10 zorgde Fernandez tijdens de finale tweeluik in de laatste secondes van de tweede wedstrijd voor de 1-1 waardoor stadsgenoot Sparta voor de tweede keer in de historie degradeerde naar de Eerste divisie. Enkele minuten daarvoor had Fernandez een strafschop gemist. In dat seizoen, 2009/10 scoorde Fernandez overigens vijftienmaal in twintig wedstrijden in de Eerste Divisie. In het seizoen 2010/11 scoorde Fernandez tien keer in eenendertig wedstrijden in de Eredivisie. Door dit hoge rendement kwam er interesse van Feyenoord, de grote broer van  Excelsior.

### Feyenoord
Op donderdag 5 mei 2011 maakte Feyenoord bekend dat de club een principeakkoord had bereikt met Fernandez. De aanvaller werd het met de Kuipclub eens over een contract voor drie seizoenen. Hij was de opvolger van Luc Castaignos, die dezelfde zomer vertrok naar Internazionale. Fernandez viel in zijn eerste seizoen bij Feyenoord op in negatieve zin. In het competitieduel tegen N.E.C. sloeg hij verdediger Rens van Eijden, hetgeen hem op een schorsing van zes duels kwam te staan. Op zondag 26 februari 2012 scoorde hij tweemaal tegen PSV (3-2), maar bezondigde hij zich tevens aan het uitdelen van een kopstoot aan PSV'er Marcelo. Het incident ontging scheidsrechter Richard Liesveld, maar de aanklager betaald voetbal startte een vooronderzoek. Fernandez kreeg een boete van zijn club en een voorgestelde schorsing van vijf duels. Feyenoord bepaalde tevens dat Fernandez begeleid zou gaan worden door een sportpsycholoog.

### PEC Zwolle
In de zomer van 2013 werd bekend dat Fernandez op huurbasis naar PEC Zwolle zou gaan. Ook Go Ahead Eagles, RKC Waalwijk, SC Cambuur en NAC Breda waren geïnteresseerd in de diensten van Fernandez. Hij maakte op 4 augustus zijn debuut tegen zijn oude werkgever Feyenoord en scoorde in de blessuretijd de winnende goal. Op 20 april 2014 won hij met PEC Zwolle de KNVB beker. In de finale werd Ajax met 5–1 verslagen. De spits zelf scoorde twee keer.

### NAC Breda
Toen  Fernandez terugkwam uit Zwolle, wilde Feyenoord niet meer verder met de speler. Hij bleef tot de wintertransferperiode clubloos, tot het in moeilijkheden verkerende NAC in hem een versterking zag om het seizoen 2014/2015 af te sluiten. Zo werd Fernandez in Breda toegevoegd aan de selectie, waar hij regelmatig in de basis stond. Hij moest de concurrentie aangaan met Jeffrey Sarpong. Na de laatste speelronde werd duidelijk dat NAC Breda naar de play-offs voor promotie/degradatie moest. In de eerste twee wedstrijden versloeg NAC daarin VVV-Venlo. Van de vier Bredase doelpunten scoorde Fernandez er drie. In een daaropvolgende dubbele confrontatie met Roda JC Kerkrade degradeerde NAC alsnog.

### Perth Glory en Stal Dniprodzerzjynsk
Fernandez ging in Australië voor Perth Glory FC spelen. Daar werd aan het einde van het jaar zijn contract ontbonden. In april 2016 sloot hij aan bij de Oekraïense promovendus Stal Dniprodzerzjynsk voor het restant van het seizoen 2015/16.

### ADO Den Haag en Delhi Dynamos
Op 31 januari sloot hij aan bij ADO Den Haag voor het restant van het seizoen 2016/17. Op 12 september ondertekende hij een contract voor het seizoen 2017 van de Indian Super League bij Delhi Dynamos FC. In februari 2018 vertrok hij daar voortijdig.

## Clubstatistieken
| Seizoen | Club                  | Competitie          | Duels | Goals |
| ------- | --------------------- | ------------------- | ----- | ----- |
| 2006/07 | ADO Den Haag          | Eredivisie          | 0     | 0     |
| 2007/08 | ADO Den Haag          | Eerste divisie      | 11    | 1     |
| 2008/09 | Excelsior             | Eerste divisie      | 16    | 2     |
| 2009/10 | Excelsior             | Eerste divisie      | 20    | 15    |
| 2010/11 | Excelsior             | Eredivisie          | 31    | 10    |
| 2011/12 | Feyenoord             | Eredivisie          | 19    | 7     |
| 2012/13 | Feyenoord             | Eredivisie          | 9     | 0     |
| 2013/14 | → PEC Zwolle          | Eredivisie          | 24    | 10    |
| 2014/15 | NAC Breda             | Eredivisie          | 15    | 2     |
| 2015    | Perth Glory           | A-League            | 5     | 1     |
| 2015/16 | Stal Dniprodzerzjynsk | Vysjtsja Liha       | 2     | 0     |
| 2016/17 | ADO Den Haag          | Eredivisie          | 13    | 1     |
| 2017    | Delhi Dynamos FC      | Indian Super League | 10    | 2     |
| Totaal  | Totaal                | Totaal              | 175   | 51    |

## Erelijst

### MetPEC Zwolle
| Nationaal  |    |         |
| KNVB beker | 1x | 2013/14 |

## Interlandloopbaan
In 2011 werd Fernandez opgenomen in de wedstrijdselectie van het Curaçaos voetbalelftal voor een reeks kwalificatiewedstrijden voor het wereldkampioenschap voetbal 2014. Hij ging echter niet op de uitnodiging in. In maart 2015 werd Fernandez door Patrick Kluivert opnieuw voor het nationaal elftal van Curaçao opgeroepen voor WK-kwalificatiewedstrijden tegen Montserrat. Op 24 maart 2018 debuteerde Fernandez voor het nationaal elftal van Curaçao in een oefenwedstrijd tegen Bolivia.